# Dilortomaeus excultus
Dilortomaeus excultus är en skalbaggsart som beskrevs av Louis Albert Péringuey 1908. Dilortomaeus excultus ingår i släktet Dilortomaeus och familjen Aphodiidae. Inga underarter finns listade i Catalogue of Life.